# Manota spadix
Manota spadix är en tvåvingeart som beskrevs av Heikki Hippa 2006. Manota spadix ingår i släktet Manota och familjen svampmyggor. Inga underarter finns listade i Catalogue of Life.